# Beica de Jos
Beica de Jos là một xã thuộc hạt Mureș, România. Dân số thời điểm năm 2002 là 2242 người.